# Blood Money (album de Mobb Deep)
Pour les articles homonymes, voir Blood Money.
Albums de Mobb Deep
The Mix Tape Before 9/11
(2004) Life of the Infamous: The Best of Mobb Deep
(2006)
Singles
1. Have a Party
Sortie : 2 mars 2006
2. Put Em in Their Place
Sortie : 14 mars 2006
3. Give It to Me
Sortie : 2 mai 2006
4. Creep
Sortie : 2006

Blood Money est le septième album studio de Mobb Deep, sorti le 2 mai 2006 sur le label G-Unit Records du rappeur 50 Cent.
L'album s'est classé 1er au Top R&B/Hip-Hop Albums et 3e au Billboard 200.
On retrouve le titre Have a Party sur la bande son de Réussir ou mourir, Get Rich or Die Tryin' OST, et Outta Control Remix sur la réédition de The Massacre de 50 Cent.

## Liste des titres
| No  | Titre                                                                 | Contient un (des) sample(s) de                                                                               | Durée |
| --- | --------------------------------------------------------------------- | --- | ----- |
| 1.  | Smoke It (Produit par Havoc)                                          | | 2:57  |
| 2.  | Put Em in Their Place (Produit par Havoc, Ky Miller et Sha Money XL)  | | 4:00  |
| 3.  | Stole Something (featuring Lloyd Banks – Produit par Havoc)           | Puella! Puella! de Man                                                                                       | 3:57  |
| 4.  | Creep (featuring 50 Cent – Produit par Havoc)                         | | 4:01  |
| 5.  | Speakin' So Freely (Produit par Havoc)                                | Solitude of the Mountains de Gil Flat                                                                        | 3:11  |
| 6.  | Backstage Pass (Produit par K-Lassik Beats)                           | | 3:05  |
| 7.  | Give It to Me (featuring Young Buck – Produit par Profile)            | Tujhe Yaad Na Meri Aaye d'Alka Yagnik, Manpreet Akhthar et Udit Narayan                                      | 3:08  |
| 8.  | Click Click (featuring Tony Yayo – Produit par Havoc)                 | Theme From Knight Rider de Stu Phillips                                                                      | 4:25  |
| 9.  | Pearly Gates (featuring 50 Cent – Produit par Exile)                  | The Judgement Day de Tavares                                                                                 | 4:16  |
| 10. | Capital P, Capital H (Produit par Product & Whitton)                  | | 4:15  |
| 11. | Daydreamin' (Produit par Chad Beatz)                                  | | 3:15  |
| 12. | The Infamous (featuring 50 Cent – Produit par The Alchemist)          | Gangbusters Scratch Mix de DJ Grand Wizard Theodore and Kevie Kev Rockwell Jaws 2 Trailer de Percy Rodriguez | 3:53  |
| 13. | In Love with the Moula (Produit par J.R. Rotem)                       | | 3:13  |
| 14. | It's Alright (featuring Mary J. Blige et 50 Cent – Produit par Havoc) | The Loneliest Man in Town de Side Effect Ooh La La La de Teena Marie                                         | 4:25  |

| 15. | Have a Party (featuring 50 Cent et Nate Dogg – Produit par Fredwreck) | 3:56 |
| 16. | Outta Control Remix (Produit par Dr. Dre et Mike Elizondo)            | 4:07 |

| 17. | So Ill (Produit par Ky Miller) | 3:02 |

## Clips
1. Put Em In Their Place
2. The Infamous (featuring 50 Cent)
3. Give It to Me (featuring Young Buck)
4. Have a Party (featuring 50 Cent et Nate Dogg)
5. Outta Control (Remix) (featuring 50 Cent)